# Индийские йоги — кто они?
«Индийские йоги — кто они?» — документальный фильм режиссёра Альмара Серебреникова, снятый на Киевской киностудии научно-популярных фильмов «Киевнаучфильма» в 1970 году.
В картине, помимо оригинальных съёмок, использованы кадры кинохроники и сюжеты Болгарской студии научно-популярных фильмов и Бомбейской студии документальных фильмов.
В 2009 году на телеканале «Россия 1» вышел фильм под названием «Индийские йоги. Кто они? 40 лет спустя» (режиссёр — Борис Яновский, автор — Наталия Сидорина при содействии Бориса Яновского, продюсер — Алексей Куренков), съёмки которого проходили в 2008—2009 годах в Индии и Москве.

## Сюжет
Фильм в популярной манере изложения повествует об индийской йоге как оригинальном феномене в ее теоретических и прикладных аспектах, как изученных современной наукой, нашедших применение в практике, так псевдонаучных (в полнометражной версии фильма рассматриваются ясновидение, телепатия и телекинез). Авторы напоминают о тысячелетней истории йоги, подчёркивают связь физических упражнений с философией и этикой древнего учения. С неодобрением говорят о людях, использующих полученные в области йоги знания для организации цирковых выступлений, получающих выгоду от публичного показа своих  способностей, развитых с помощью практики йоги.
Съёмки проходят в научных учреждениях и клиниках Советского Союза, Болгарии и Индии. Учёные демонстрируют успехи, достигнутые, по их мнению, при использовании наследия йогов. Сообщается, что особого рода гимнастика, дыхательные упражнения и медитативная практика всё чаще оказываются в арсенале практикующих медиков и используются в борьбе с различными болезнями современного человека. Авторы фильма часто некритически рассматривают псевдонаучные утверждения как реально существующие феномены.
Существует две версии фильма: краткая, демонстрировавшаяся в широком прокате в СССР (50 мин.), и полная версия фильма, в которой обсуждаются ясновидение и телекинез и освещена городская легенда о Нинель Кулагиной.

## В фильме задействованы
- Василий Васильевич Бродов — индолог, доктор философских наук, профессор МГУ.
- Георгий Лозанов — доктор, руководитель центра суггестологии в Софии.
- Анатолий Николаевич Зубков — индолог, дипломированный йог высшей квалификации.
- Алексей Исидорович Коломийченко — лауреат Ленинской премии, член-корреспондент Академии наук УССР, профессор.
- Константин Тереньевич Соколов — кандидат биологических наук (Киевский НИИ медицинских проблем физической культуры).
- Каролис Динейка[лит.] — практикующий врач в Друскининкайском парке лечебной физкультуры.
- Даргомир Матеев[болг.] — член-корреспондент Болгарской Академии наук.
- Юрий Сергеевич Николаев — доктор медицинских наук, профессор, руководитель клиники лечебного голодания.
- Леонид Давыдович Гиссен — кандидат медицинских наук (Всесоюзный НИИ физической культуры).
- Юрий Гурьевич Антамонов — кандидат технических наук (Институт кибернетики АН УССР).
- Александр Семёнович Ромен — доктор медицинских наук.

## Съёмочная группа
- Авторы сценария: Анатолий Зубков, Альмар Серебреников
- Авторский текст: М. Вепринский
- Режиссёр-постановщик: Альмар Серебреников
- Операторы-постановщики: В. Чупринин, Альмар Серебреников
- Композитор: В. Шевченко
- Звукооператор: М. Петренко
- Редактор: В. Гайдай
- Ассистент режиссёра: Г. Давиденко
- Консультанты:

доктор философских наук, профессор Бродов Василий Васильевич
доктор медицинских наук, профессор И. Муравов
доктор медицинских наук, профессор Ю. Николаев
- Директор: Л. Шершер